# Светлана Мајхофер
Светлана Меиехофер (Београд, 24. мај) српски је писац. Тренутно живи у Лoндону. Директорка је часописа Артем.

## Биографија
Рођена је 24. маја у Београду, где је и завршила основну школу. Похађала је IX i X београдску гимназију. Студирала је права и кинески језик, а до свог одласка у Лондон радила је у Галеници. У Лондону ради као менаџер у угоститељству. 

### Награде и признања
- Мајска награда града Београда за друштвени рад (1975)